# Mamadou Tandja
Mamadou Tandja (Maïné-Soroa (Frans-West-Afrika), 1938 - Niamey (Niger), 24 november 2020) was een Nigerees politicus. Hij was van 1999 tot 2010 president van Niger. Hij werd in februari 2010 afgezet na een coup. Tandja’s voorouders waren Fulbe en Kanuri.

## Levensloop
Tandja nam in 1974 deel aan de coup die Seyni Kountché aan de macht hielp. Zelf werd hij daarna lid van de Hoge Militaire Raad. In 1976 werd hij provinciehoofd in Maradi. Op 10 september 1979 werd hij door Kountché benoemd als minister van Binnenlandse Zaken. Hij bleef in functie totdat Kountché hem op 31 augustus 1981 verving. Daarna was hij van 1981 tot 1988 provinciehoofd van Tahoua, van juni 1988 tot maart 1990 ambassadeur in Nigeria en van maart 1990 tot maart 1991 weer minister van Binnenlandse Zaken. Op dat moment was Kountché al overleden en zijn opvolger Ali Saibou had ingestemd met nieuwe verkiezingen.
Tandja gaf op dat moment leiding aan een van de twee grotere nieuwe politieke partijen, namelijk de Mouvement National pour la Société du Développement (MNSD) (Nationale Beweging voor de Ontwikkeling van de Maatschappij). Op een partijcongres in november 1991 werd hij gekozen als president ten faveure van zijn grootste rivaal Moumouni Adamou Djermakoye. Bij de presidentsverkiezingen in 1993 eindigde hij in de eerste rond als eerste met 34.22 procent van de stemmen, maar verloor in de tweede ronde van Mahamane Ousmane.
Ousmane trad aan als president. In 1994 nam Tandja deel aan een demonstratie van de oppositie tegen Ousmane. Daarbij werd hij samen met 90 anderen opgepakt. De regering van Ousmane werd op 27 januari 1996 afgezet door een militaire coup die geleid werd door Ibrahim Baré Maïnassara. De tijdelijke overgangsregering schreef nieuwe verkiezingen uit en Tandja nam daar aan deel. Maïnassara zette echter kort voor de verkiezingen de Kiescommissie af en stelde een nieuwe aan. Die riep hem uit tot winnaar met meer dan 50 procent van de stemmen. Tandja werd voor twee weken onder huisarrest geplaatst. Op 11 januari 1997 liep hij mee in een demonstratie voor democratie, samen met Ousmane en de voormalige premier Mahamadou Issoufou. Zij werden allen opgepakt en voor twee weken vastgezet.
Maïnassara verloor in april 1999 zijn leven bij een aanslag. De militairen grepen weer de macht onder leiding van Daouda Malam Wanké. Ook ditmaal werden er nieuwe verkiezingen uitgeschreven. Tanja won de eerste ronde met 32 procent van de stemmen. De tweede ronde won hij ditmaal ook door Issoufou te verslaan. Daardoor werd Tandja op 22 december 1999 aangesteld als president van Niger. Hij benoemde Hama Amadou in januari 2000 als zijn premier.
Niger had op dat moment grote buitenlandse schulden en kon op weinig steun rekenen van donoren vanwege de militaire coup in 1996, en omdat Democratische instituties regelmatig buiten werkingen werden gesteld. Tandja zette in op het werven van buitenlandse steun en probeerde tegelijkertijd op binnenlandse uitgave te bezuinigen. Dit leidde op 31 juli 2002 tot muiterij bij soldaten in Diffa die een beter salaris en betere levensomstandigheden eiste. De opstand sloeg over naar Niamey, maar werd in beide plaatsen door loyalisten neergeslagen. Tandja kreeg wel kritiek omdat hij media verboden had over de muiterij te berichten.
Tandja was in 2004 opnieuw kandidaat voor het presidentschap en won deze met gemak door nogmaals in de tweede ronde Issoufou te verslaan met 65,53 procent van de stemmen.
De tweede termijn als president van Tandja zou eind 2009 aflopen, en hij kon zich volgens de grondwet niet opnieuw verkiesbaar stellen. Hij had aanvankelijk aangegeven dat ook niet te willen, maar bedacht zich in een later stadium. In juni 2009 kondigde hij aan in een referendum de bevolking te willen vragen langer te mogen aanblijven als president, maar een constitutioneel hof verbood dit. In de grondwet staat dat de president een referendum mag uitschrijven om het volk instemming te vragen voor wijziging van de grondwet, maar de passage die gaat over de zittingstermijn van de president is daarvan uitgezonderd. Hij verving leden van het het hooggerechtshof en dat stemde uiteindelijk alsnog in met het referendum. De Democratische en Socialistische Vergadering (CDS) onder leiding van Ousmane stapte uit zijn coalitie en daarmee verloor Tandja een meerderheid in het parlement.
Tandja riep in juni 2009 de noodtoestand af en kondigde aan voortaan per decreet te gaan regeren. Het grondwettelijk referendum werd geboycot door de opposite en - mede - daardoor stemde een groot deel van de bevolking in met de wijziging. Veel internationale donoren schortte vervolgens de betaling van hulpgelden op.
In februari 2010 werd er opnieuw een coup gepleegd door het leger en Tandja werd afgezet. De groep coupplegers noemde zichzelf de Opperste Raad voor Herstel van Democratie. Ze stelden officier Salou Djibo aan als leider van een nieuwe militaire regering. Het militaire regime schreef nieuwe verkiezingen uit. Daarbij werd Mahamadou Issoufou gekozen als de nieuwe president. Tandja zat afwisselend gevangen of stond onder huisarrest. Pas na het aantreden van het nieuwe bewind in mei 2011 werd hij vrijgelaten en de aanklachten tegen hem ingetrokken.
Tandja overleed in november 2020 op 82-jarige leeftijd.